# Петровац (биљка)
Петровац или рањеник, трава целог света, ситни чичак, мали чичак, чичак, март, руричица, турица, џигеричњак (лат. Agrimonia eupatoria), биљка је из породице ружа (Rosaceae).
Научно име (биномијална номенклатура) дато је:
- за род од грчке речи agros = поље и mone или meno што значи место, станиште;
- за врсту од грчке eupatorium у част Митридата Еупатора, понтског владара који се у I веку п. н. е. бавио изучавањем лековитих биљака.

- Синоними:
  -  Wallr.
  -  auct. non Mill.

## Опис биљке
Стабљика је неграната, израста из приземних листова који образују розету и достиже висину до 1m. Остали листови на стаблу су наизменично перасти и по ободу грубо назубљени. Читава биљка је покривена длачицама. Цветови су петоделни и сакупљени на врху стабла у густе, класолике гроздове жуте боје. Биљка цвета од VI do IX месеца.

## Станиште
Петровац је веома распрострањена биљка у Европи и на Балкану и најчешће се може наћи у брдско-претпланинским пределима. Погодују јој сува и осунчана места каква су она поред листопадних шума, на међама, поред шибљака или на ливадама, пољима и слично.

## Хемијски састав лека
Као лек се користи цео надземни део биљке у цвету (Agrimoniae herba) који се сакупља на самом почетку цветања.
Садржи највише танина (до 21%) па се сматра типичном танинском биљком. Поред тога биљка је богата још и:
- органским киселинама: никотинском, палмитинском, стеаринском и кременом;
- витаминима: Ц, Б1 и К
- флавоноидима: апигенином, кверцетином и др.
- тритерпене
- горким материјама;
- етарским уљем (око 2%) и др.

## Употреба
Као типична танинска биљка употребљава се код дијареје, унутрашњих крварења и за справљање декокта за испирање уста и грла. Осим тога добра је и за смиривање цревних колика, а помаже и код упале мокраћних путева и уопште код проблема у мокрењу. неки народи је користе за лечење различитих кожних болести какве су нпр. алергијске реакције, младалачки дерматитис и др.
Експерименти на животињама су доказали антитуморску способност петровца па се у народној медицини примењује за лечење цревних полипа, као и различитих облика гинеколошких болести (миоми, ранице, тумори).